# Loitz
Loitz  är en stad i det nordtyska förbundslandet Mecklenburg-Vorpommern.
Staden ingår i kommunalförbundet Amt Peenetal/Loitz tillsammans med kommunerna Görmin och Sassen-Trantow.

## Geografi
Loitz är beläget vid floden Peene sydväst om Greifswald i distriktet Vorpommern-Greifswald.
Loitz har följande ortsdelar: 
| - Drosedow - Düvier (sedan 2012) - Gülzowshof - Nielitz | - Rustow - Schwinge - Sophienhof - Vorbein (sedan 1992) | - Voßbäk - Wüstenfelde (sedan 2004) - Zarnekla - Zeitlow |

## Historia

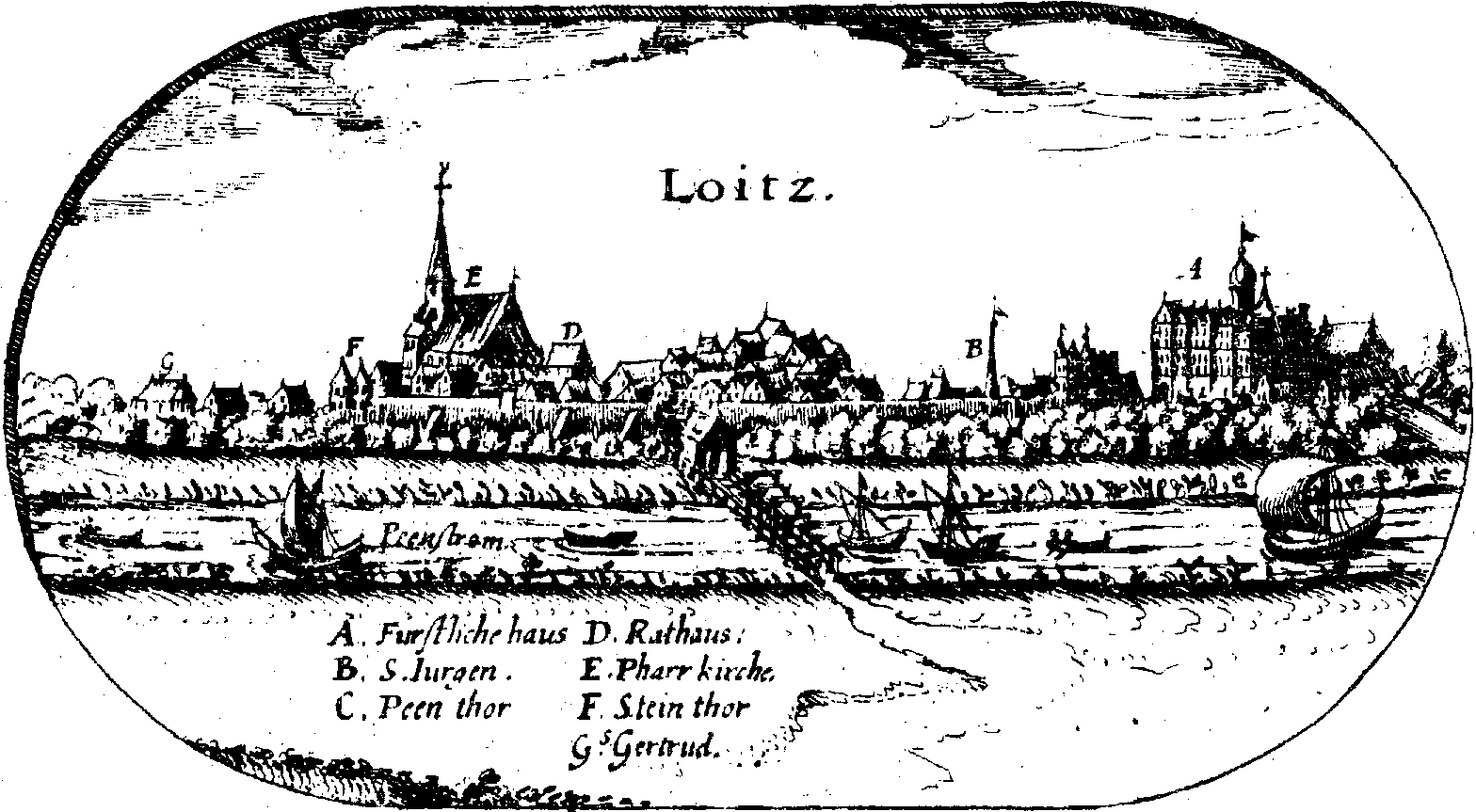
Loitz under 1600-talet

Loitz omnämns första gången 1242 i en urkund, då orten fick sina stadsrättigheter. 1351 kom Loitz till hertigdömet Pommern.
Efter det trettioåriga kriget tillföll staden Sverige och var i svensk ägo fram till 1815, då Loitz kom till Preussen.

### Befolkningsutveckling
Befolkningsutveckling  i Loitz
Källa:,

## Vänorter
Loitz har följande vänorter:
- Hiddenhausen i Tyskland

## Sevärdheter
- Mariakyrkan från 1200-talet
- Rådhuset från 1780-talet
- Lutherkyrkan från 1600-talet

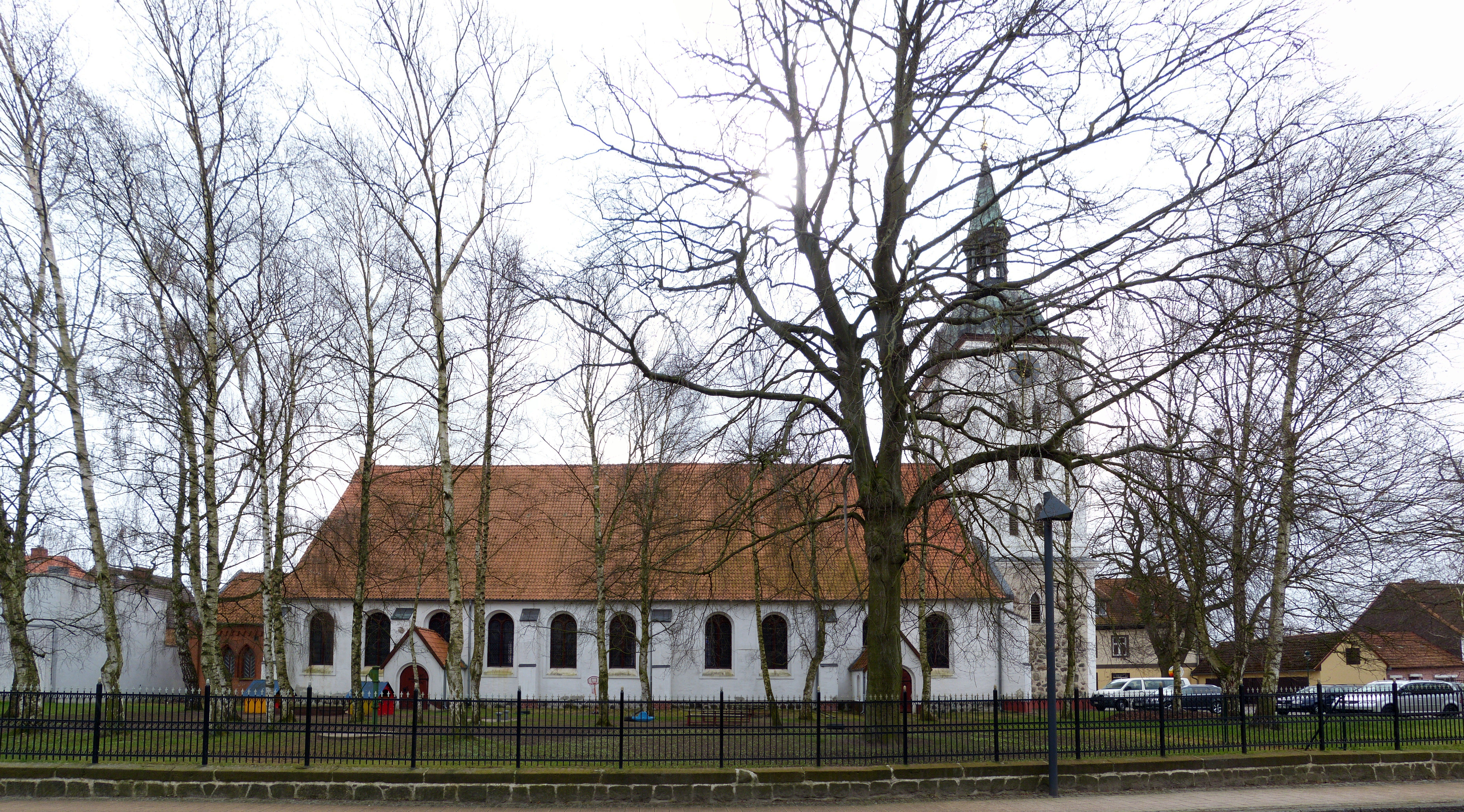
Mariakyrkan i Loitz

- Steintor, stadsport från 1300-talet

## Kommunikationer
Genom ortsdelen Rustow går förbundsvägen (tyska:Bundesstraße) B 194.